# Mara Tavčar
Mara Tavčar, slovenska učiteljica, pesnica in pisateljica, * 19. januar 1882, Vipava, † 7. april 1953, Ljubljana.

## Življenje in delo
Tavčarjeva je osnovno šolo obiskovala v Vipavi, učiteljišče pa v Ljubljani in 1909 opravila strokovni izpit. V letih 1903−1926, ko je bila zaradi bolezni upokojena je poučevala v raznih krajih po Sloveniji. Okoli 1930 se je preselila v Ljubljano in tu živela zelo borno, posebej še, ker je skrbela za onemoglo mater.
Prvi feljton je Tavčerjeva objavila 1905 in se nato s poezijo oglašala v raznih listih. V letih 1923–1936 je popolnoma utihnila. Objavila je okoli 90 pesmi in 60 proznih del, tudi pod raznimi psevdonimi, ki še niso vsi razrešeni; doslej znani pa so: Mara Ivanovna, Svetozar Vl. Tavčar, Janez Komatar. Samostojno je izšla knjižica otroških pesmic Biba (Lj. 1943, ilustr. Oto Gaspari).
Tavčarjeva je pisala preprosto, lahkotno in sproščeno; odlikuje jo ljubezniva šegavost, vedrina in veselje do življenja, ki ga včasih zastre trpek podton. Slog je krepak in živahen, jezik prožen, motivi izvirni, mnogo svoje romantične fabulistike je namenila otrokom. Nekaj njenih pesmi so uglasbili J. Leban, Z. Prelovec in D. Švara